# The Moog Cookbook
The Moog Cookbook is een Amerikaans synthesizer-duo, bestaande uit Roger Joseph Manning en Brian Kehew. Zij werden onder deze naam bekend met hun covers van bekende alternatieve rocknummers, die met behulp van ouderwetse Moog-synthesizers werden getransformeerd tot een soort liftmuziek. Het resultaat is een parodie op (dan wel hommage aan) de vele novelty-albums uit de zestiger en zeventiger jaren waarbij klassieke en populaire muziek met de Moog in een 'futuristisch' jasje werd gestoken (in navolging van Wendy Carlos' baanbrekende werk Switched-On Bach).